# Melanagromyza achilleana
Melanagromyza achilleana är en tvåvingeart som beskrevs av Sehgal 1971. Melanagromyza achilleana ingår i släktet Melanagromyza och familjen minerarflugor.
Artens utbredningsområde är Alberta. Inga underarter finns listade i Catalogue of Life.